# Unna
 For alternative betydninger, se Unna (flertydig). (Se også artikler, som begynder med Unna)
Unna er en by i Tyskland i delstaten Nordrhein-Westfalen med omkring 75.000 indbyggere. Byen er administrationssæde i kreisen med samme navn.
Unna ligger ved en gammel handelsrute for salt kaldt Hellweg-vejen, i den østlige ende af Ruhrområdet, cirka 15 km øst for Dortmund.

## Historie
I den ældre del af byen står mange bindingsværkshuse bygget mellem 1500- og 1800-tallet. Unna var hovedsagelig en landbrugsby frem til 1800-tallet, da den blev industrialiseret.

## Venskabsbyer
- Waalwijk, Holland
- Palaiseau, Frankrig
- Döbeln, Sachsen, Tyskland
- Ajka, Ungarn
- Pisa, Italien

## Eksterne links
- Wikimedia Commons har flere filer relateret til Unna